# Margarita Ríos Farjat
Ana Margarita Ríos Farjat (Monterrey, Nuevo León; 13 de septiembre de 1973) es una jurista, funcionaria, poetisa y escritora mexicana. Es ministra de la Suprema Corte de Justicia de la Nación desde el 5 de diciembre de 2019. Se desempeñó como la presidenta de la Primera Sala de dicho tribunal, encargada de sesionar en materia civil y penal, para el periodo 2021-2022.
Además, es especialista en derecho fiscal; durante la presidencia de Andrés Manuel López Obrador se desempeñó como jefa del Servicio de Administración Tributaria (SAT) de 2018 a 2019.

## Trayectoria Académica
Margarita Ríos Farjat es abogada por la Facultad de Derecho y Ciencias Sociales de la Universidad Autónoma de Nuevo León (UANL), egresando con el Diploma al Mérito Académico, otorgado por Consejo Universitario al primer lugar de generación. Cuenta con maestría en derecho fiscal en esa misma institución y con cursos de especialización impartidos por el Instituto de la Judicatura Federal y por la Bolsa Mexicana de Valores.
Es doctora en política pública por el Instituto Tecnológico de Estudios Superiores de Monterrey. Obtuvo este grado en 2016 con la tesis «La participación de la Suprema Corte de Justicia en la construcción de la política pública. El caso de las telecomunicaciones»,  trabajo donde analiza desde la política pública, cómo ha incidido la Suprema Corte en ella, y revisa diez años de historia jurisdiccional, regulatoria y administrativa en materia de telecomunicaciones.
Fue profesora de la Facultad Libre de Derecho de Monterrey, donde impartió la materia «Suprema Corte: sus decisiones y discusiones».  

## Trayectoria laboral

### Trayectoria jurídica
De 1996 a 1999 trabajó en el Juzgado Tercero de Distrito del Cuarto Circuito, del Poder Judicial de la Federación, primero como meritoria y después como actuaria judicial asignada a la sección de amparos y posteriormente a procesos penales federales.
Cuenta con casi dos décadas de ejercicio profesional independiente. Se desempeñó como litigante en una firma de abogados, donde se dedicó, entre otras cosas, al litigio mercantil, administrativo y civil, al amparo, al litigio de quiebras, a los concursos mercantiles y al litigio transnacional.
De 2009 a 2011 trabajó como consultora en una firma enfocada a los mismos temas. A partir de 2011 y hasta noviembre de 2018 se dedicó a la consultoría independiente en materia de derecho bursátil y financiero, sistema anticorrupción y asesoría a organizaciones civiles sobre temas de rendición de cuentas.

### Trabajo desde la sociedad civil
En 2016 participó en la conformación del colectivo Coalición Anticorrupción, para adoptar e implementar el Sistema Estatal Anticorrupción en el estado de Nuevo León, en un marco de transparencia, honestidad y buen gobierno.
Fue columnista de los periódicos El Norte (desde 2011) y Reforma. En sus textos abordó temas de interés político y jurídico con enfoque crítico y de fondo, entre ellos: cuestiones constitucionales, reformas en materia anticorrupción, la reforma de la Fiscalía General, libertad de expresión, política fiscal, equidad de género, sociedad civil e instituciones.

### Jefa del SAT
En diciembre de 2018 fue designada por el presidente de México y ratificada por el Senado mexicano como Jefa del Servicio de Administración Tributaria.
Durante su gestión, el SAT recaudó 140 mil millones de pesos más que en 2018, aumentó significativamente el padrón de contribuyentes, recuperó más en juicios y a menor costo, gastó menos en recaudar y devolvió más impuestos (34% más en ISR y 27.2% más en IVA que lo devuelto en 2018, año en que se devolvió 31.9% menos de ISR y 16.9% menos de IVA en comparación a 2017). Además, implementó medidas de fiscalización que permitieron que la recaudación por este concepto ascendiera a 233 mil 481 millones de pesos por las auditorías realizadas a los contribuyentes, la cifra más alta de la que se tenga registro.
Asimismo, impulsó la lucha contra la evasión fiscal a través de empresas que facturan o deducen operaciones simuladas (factureras). Diseñó un modelo de riesgo para detectar a este tipo de empresas. En junio de 2019 el SAT dio a conocer que, en colaboración con la Unidad de Inteligencia Financiera llevó a cabo un operativo en el que se revisaron y suspendieron a 150 empresas que en dos años facturaron 282,000 millones de pesos y evadieron 62,000 millones de pesos.
Uno de los principales ejes de su administración fue el fomento a la formalidad, conviniendo con la iniciativa privada para, en conjunto, combatir prácticas fiscales informales, de éste derivó el Decálogo del Buen Mexicano en materia fiscal. También se implementaron programas y acciones dirigidas a emprendedores y se aseguró que a partir de 2019 solo empresarios fiscalmente cumplidos participaran en el Sorteo El Buen Fin.
Durante su gestión se promovió el fomento al civismo fiscal, la transparencia, la justicia tributaria, la universalización del uso de la firma electrónica y el fin de las condonaciones fiscales. Además, fue la primera titular de esta institución en implementar un gabinete paritario compuesto por cuatro mujeres y cuatro hombres como administradores generales.

## Ministra de la Suprema Corte de Justicia
En noviembre de 2019 fue parte de la terna propuesta al senado por el presidente López Obrador para formar parte de la suprema corte.
El 5 de diciembre con 94 votos en primera ronda fue elegida ministra de la Suprema Corte en el Senado de la República, convirtiéndose así en la ministra más joven que integra actualmente dicho órgano jurídico y en la decimotercera mujer en ser designada ministra.
El 4 de enero de 2021 en sesión solemne de la Primera Sala fue electa, mediante sufragio unánime de sus pares, como presidenta de ese órgano colegiado, cargo que ocupó hasta diciembre de 2022.

## Obra
Es autora de diversos ensayos publicados en revistas académicas y empresariales, así como coautora de dos obras tituladas «Doing Business en México» publicadas en Estados Unidos.
Es coautora de Perspectivas del Derecho en México (Instituto de Investigaciones Jurídicas de la UNAM, 2001), con un ensayo que ganó el concurso nacional de ensayo jurídico convocado por la UNAM, en la categoría de derecho privado, sobre reconocimiento y ejecución en México de sentencias patrimoniales dictadas en los Estados Unidos.

### Poesía
A nivel literario, Margarita Ríos Farjat escribe poesía. Ha publicado los poemarios «Si las horas llegaran para quedarse» (Oficio Ediciones, 1995), prologado por el escritor colombiano Álvaro Mutis,  y «Cómo usar los ojos» (Conarte/Bonobos, 2010).
Fue becaria del Centro de Escritores de Nuevo León de 1997 a 1998. Por su actividad obtuvo el primer lugar en un concurso de Literatura Universitaria de la UANL en 1993 y el Premio de Poesía Joven de Monterrey «Alfredo García Vicente» en 1997.